# Diphyodactylus singularis
Diphyodactylus singularis är en skalbaggsart som beskrevs av Thomson 1858. Diphyodactylus singularis ingår i släktet Diphyodactylus och familjen Melolonthidae. Inga underarter finns listade i Catalogue of Life.